# Якорная улица (Санкт-Петербург)
Я́корная у́лица — улица в Красногвардейском районе Санкт-Петербурга. Проходит от Красногвардейской площади за проспект Энергетиков до завода гидромеханического оборудования.

## История
С 1896 года улица называлась Старо-Малиновской дорогой. В современных границах улица сформировалась к 1960-м годам. Изначально улица проходила от несуществующей сейчас Медведевой улицы до реки Охты. Современное название улица получила 15 мая 1965 года, тогда же в неё включили Комаровский проспект, проходивший между Комаровским и Большеохтинским мостами (называвшийся так по располагавшемуся на нём в XIX веке суконной фабрике графа Комаровского, ныне на территории фабрики — завод «Штурманские приборы»). Название улицы связано с тем, что район Охты издавна служил местом расположения судостроительных верфей.

## Пересечения
- Красногвардейская площадь с Большеохтинским проспектом и проспектом Шаумяна
- проспект Металлистов
- проспект Энергетиков

## Транспорт
Ближайшие станции метро — «Ладожская» и «Новочеркасская».
До «Новочеркасской» следует автобус № 132. К станции метро «Площадь Александра Невского» следует троллейбус № 16.